# Cladonia norvegica
Cladonia norvegica Tønsberg & Holien (1984), è una specie di lichene appartenente al genere Cladonia,  dell'ordine Lecanorales.
Il nome proprio deriva dal latino tardo norvegicus, che significa della Norvegia, ad indicare la nazione di primo ritrovamento e di maggior diffusione.

## Caratteristiche fisiche
Il sistema di riproduzione è principalmente asessuato, attraverso i soredi o strutture similari, quali ad esempio i blastidi. Il fotobionte è principalmente un'alga verde delle Trentepohlia, di preferenza una Trebouxia.

## Habitat
Questa specie si adatta soprattutto a climi di tipo temperato fresco o montano dell'area boreale. Rinvenuta su tronchi e ceppi in decomposizione in ambienti ombrosi e umidi e in terreni boscosi poco antropizzati, oppure è epifitico sulle parti basali delle conifere. Dato l'habitat preferenziale probabilmente è più diffuso di quanto si creda nelle Alpi. Predilige un pH del substrato molto acido. Il bisogno di umidità è piuttosto igrofitico.

## Località di ritrovamento
La specie è stata rinvenuta nelle seguenti località:
- Austria (Oberösterreich);
- Germania (Baden-Württemberg);
- Canada (Columbia Britannica);
- Argentina, Cile, Estonia, Finlandia, Gran Bretagna, Lituania, Norvegia, Polonia, Repubblica Ceca, Svezia.

In Italia questa specie di Cladonia è estremamente  rara: 
- Trentino-Alto Adige, non è stata rinvenuta
- Val d'Aosta, non è stata rinvenuta
- Piemonte, non è stata rinvenuta
- Lombardia, non è stata rinvenuta
- Veneto, non è stata rinvenuta
- Friuli, estremamente rara nelle zone settentrionali, non rinvenuta altrove
- Emilia-Romagna, non è stata rinvenuta
- Liguria, non è stata rinvenuta
- Toscana, non è stata rinvenuta
- Umbria, non è stata rinvenuta
- Marche, non è stata rinvenuta
- Lazio, non è stata rinvenuta
- Abruzzi, non è stata rinvenuta
- Molise, non è stata rinvenuta
- Campania, non è stata rinvenuta
- Puglia, non è stata rinvenuta
- Basilicata, non è stata rinvenuta
- Calabria, estremamente rara nell'Orsomarso, sulla Sila e in alcune zone dell'Aspromonte
- Sicilia, non è stata rinvenuta
- Sardegna, non è stata rinvenuta.[4]

## Tassonomia
Questa specie non è stata attribuita ancora ad una sezione; a tutto il 2008 non sono state identificate forme, sottospecie e varietà.